# Epitola catuna
Epitola catuna är en fjärilsart som beskrevs av Kirby 1890. Epitola catuna ingår i släktet Epitola och familjen juvelvingar. Inga underarter finns listade i Catalogue of Life.